# Arterias yeyunales
Las arterias yeyunales son arterias que se originan en la arteria mesentérica superior. No presentan ramas.

## Distribución
Se distribuyen hacia el yeyuno.